# Mimiks
Mimiks (* 17. Dezember 1991; bürgerlich Angel Egli) ist ein Schweizer Rap- und Hip-Hop-Musiker aus Luzern.

## Karriere
Von 2009 bis 2011 war er Mitglied der Hip-Hop-Combo Drunken Picasso, mit denen er die EP Ufem beschte wäg und 2011 das Album Hoi Monschter herausbrachte.
2012 veröffentlichte er das Mixtape Jong & Hässig als Gratisdownload.
Mit seinem 2014 erschienenen Debütalbum VodkaZombieRambogang erreichte er Platz 1 der Schweizer Albumcharts. Ende 2015 kündigte Mimiks sein neues Studioalbum C.R.A.C.K an, welches seit dem 15. Januar 2016 im Handel erhältlich ist.
Im Jahr 2017 veröffentlichte Angel sein Album Jong & Hässig Reloaded und erreichte die Spitzenposition der Schweizer Charts. 2020 folgte das vierte Album mit dem Titel Für immer niemer.
Mimiks machte im Jahr 2020 bei der SRF Virus Reality-Show Battle Mansion, welche auf YouTube veröffentlicht wurde, mit.

## Privatleben
Der Schweizer mit spanischen Wurzeln wuchs in Luzern auf und besuchte dort die Primarschule und das Oberstufenzentrum. 2013 begann er eine Lehre zum Koch. 2016 bis 2018 waren Mimiks und das Luzerner Fitnessmodel Anja Zeidler in einer Beziehung.

## Diskografie

### Alben
- 2014: VodkaZombieRambogang (FarMore Records)
- 2016: C.R.A.C.K (FarMore Records)
- 2017: Jong & Hässig Reloaded (FarMore Records)
- 2020: Für immer niemer (inkl. Deluxe-Version; Sony Music)
- 2024: Loser mit Fame (mit LCone; Sony Music)

### Mixtapes
- 2012: Jong & Hässig

### Singles als Leadkünstler
- 2013: Grau
- 2013: Wenn du nicht weißt, wohin
- 2017: Million
- 2017: Fast Life
- 2019: A-Team (mit Heezy Lee, LCone)
- 2019: Für immer niemer
- 2019: Kei VIP (feat. Xen)
- 2019: J&B
- 2019: Mach ned so (mit EffE, LCone)
- 2020: Oh Mama
- 2020: Schwarze Hoodie
- 2020: Egal was chund (mit ALI)
- 2021: Chueche (mit LCone)

### Singles als Gastmusiker
- 2012: Nüme ignoriere (mit Phumaso, C.mEE, Smack, Fratelli-B, Tommy Vercetti, Manillio, Hyphen, Black Tiger)
- 2013: Prognose (mit Diens)
- 2014: Futur (mit Stress, M.A.M, Arma Jackson, Lo & Leduc)
- 2015: 2042 (mit EMM, Kackmusikk, Mike, Luzi, LCone, Marash, Dave, Pablo)
- 2015: Helde (mit EffE)
- 2016: De Maravilla (CH-Version; mit Loco Escrito)
- 2016: Insomnia (mit GeilerAlsDu)
- 2016: Als hettemer en Grund (mit Freezy, ALI)
- 2017: Roulette (mit Marash & Dave)
- 2017: No Ziit (mit ALI, LCone)
- 2018: Chuva (Viva Con Agua) (mit Viva Con Agua, JAS CRW, Ras Haitrm, Azagaia)
- 2018: Gangsht (041 Remix) (mit Didi, LCone, Marash, EffE, Pablo, ALI, Dave)
- 2018: 2041 (mit EMM, Kackmusikk, Luzi, Mike, Dave)
- 2018: Flatus (mit EffE)
- 2018: WMD (mit LCone, ALI)
- 2019: Ume (mit Didi)
- 2019: Paris (mit Ab Arel)
- 2020: Eine vo eus (mit Bossnak, Ivica Petrušić)

## Auszeichnungen und Nominierungen

### Auszeichnungen
- 2016: LYRICS Awards – Kategorie: "Best Release" (für C.R.A.C.K.)[3]
- 2016: LYRICS Awards – Kategorie: "Best Song" (für Als hettemer en Grund mit Freezy, Ali)[4]
- 2017: MTV Europe Music Awards – Kategorie: "Best Swiss Act"[5]
- 2020: LYRICS Awards – Kategorie: "Best Song" (für Für immer niemer)[6]

### Nominierungen
- 2015: Swiss Music Awards – Kategorie: "Best Breaking Act"[7]
- 2015: LYRICS Awards – Kategorie: "Best Song" (für Beastmode)[8]
- 2017: LYRICS Awards – Kategorie: "Best Album" (für C.R.A.C.K.)[9]
- 2017: LYRICS Awards – Kategorie: "Best Live Act"[10]
- 2017: LYRICS Awards – Kategorie: "Best Song" (für Fuck Fame mit Dave)[11]
- 2018: LYRICS Awards – Kategorie: "Best Song" (für Zweiti Rundi)[12]
- 2018: LYRICS Awards – Kategorie: "Best Album" (für Jong & Hässig Reloaded)[13]
- 2019: Luzerner Kick Ass Awards – Kategorie: "Best Song" (für Für immer niemer)[14]